# Richard Carpenter (Autor)
Richard Michael Carpenter (* 14. August 1929 in King’s Lynn, Norfolk, England; † 26. Februar 2012 in Hertfordshire, England) war ein britischer Schriftsteller, Drehbuchautor und Schauspieler.

## Werk
Bekannt wurde Richard Carpenter durch seine Romane über den Zauberer Catweazle, die er Anfang der 1970er-Jahre für eine Fernsehserie adaptierte. Danach verfasste er Drehbücher zu zahlreichen anderen Jugendserien, die zum Teil auf eigenen Romanen als auch auf Vorlagen anderer Autoren beruhten, wie Black Beauty, Fünf Freunde, Dick Turpin, Robin Hood, Ein Fall für die Borger, Unsichtbar, Das scharlachrote Siegel und I Was a Rat nach Philip Pullman.
Für die Zeichentrickreihe Doctor Snuggles schrieb er die ersten sechs Folgen.
In diversen Fernsehserien übernahm er außerdem kleine Gastrollen.

## Filmografie (Auswahl)
- 1962: Rebellion (H.M.S. Defiant)